# Saison 3 de Parks and Recreation
Chronologie
Saison 2 Saison 4
Cet article présente le guide des épisodes de la troisième saison de la série télévisée américaine Parks and Recreation.

## Généralités
- La saison a été diffusée du 20 janvier 2011 au 19 mai 2011 sur le réseau NBC.
- Au Canada, la série a été diffusée en simultanée sur le réseau Citytv.

## Distribution

### Acteurs principaux
- Amy Poehler (VF : Valérie Nosrée) : Leslie Knope
- Rashida Jones (VF : Anne Dolan) : Ann Perkins
- Paul Schneider (VF : Philippe Valmont) : Mark Brendanawicz
- Aziz Ansari (VF : Benjamin Gasquet) : Tom Haverford
- Nick Offerman (VF : Bernard Métraux) : Ron Swanson
- Aubrey Plaza (VF : Alice Taurand) : April Ludgate
- Chris Pratt (VF : Franck Lorrain) : Andy Dwyer
- Adam Scott (VF : Alexandre Gillet) : Ben Wyatt
- Rob Lowe (VF : Bruno Choël) : Chris Traeger
- Jim O'Heir (VF : Paul Borne) : Jerry Gergich
- Retta (VF : Coco Noël) : Donna Meagle

### Acteurs récurrents et invités
- Brent Briscoe (VF : Philippe Siboulet) : JJ
- Eric Pierpoint (VF : Michel Voletti) : Chef Trumple
- Nick Kroll (VF : Tanguy Goasdoué) : Howard Tuttleman
- Matt Besser (VF : Yann Pichon) : Ira le cinglé
- Jason Mantzoukas : (VF : Nessym Guétat) : Dennis Feinstein
- Jonathan Joss : (VF : Patrick Béthune) : Ken Hotate
- Eric Isenhower : (VF : Antoine Schoumsky) : Orin
- Mara Marini (en) (VF : Patricia Legrand) : Brandi Maxxxx
- Helen Slayton-Hughes (en) (VF : Cathy Cerda) : Ethel Beavers
- Johnny Sneed (VF : Vincent Ropion) : William Barnes
- Antonia Raftu (VF : Delphine Braillon) : Elizabeth

## Liste des épisodes

### Épisode 1:Le retour du service des parcs
- États-Unis /  Canada : 20 janvier 2011 sur NBC[1] / Citytv
- France : 4 janvier 2016 sur Canal+ Séries

- États-Unis : 6,14 millions de téléspectateurs[2] (première diffusion)

### Épisode 2:La grippe
- États-Unis /  Canada : 27 janvier 2011 sur NBC / Citytv
- France : 4 janvier 2016 sur Canal+ Séries

- États-Unis : 5,83 millions de téléspectateurs[3] (première diffusion)

### Épisode 3:La capsule temporelle
- États-Unis /  Canada : 3 février 2011 sur NBC / Citytv
- France : 4 janvier 2016 sur Canal+ Séries

- États-Unis : 4,95 millions de téléspectateurs[4] (première diffusion)

### Épisode 4:Ron et Tammy 2
- États-Unis /  Canada : 10 février 2011 sur NBC / Citytv
- France : 4 janvier 2016 sur Canal+ Séries

- États-Unis : 5,03 millions de téléspectateurs[5] (première diffusion)

### Épisode 5:Les cauchemars de Ben
- États-Unis /  Canada : 17 février 2011 sur NBC / Citytv
- France : 11 janvier 2016 sur Canal+ Séries

- États-Unis : 4,33 millions de téléspectateurs[6] (première diffusion)

### Épisode 6:Indianapolis
- États-Unis /  Canada : 24 février 2011 sur NBC / Citytv
- France : 11 janvier 2016 sur Canal+ Séries

- États-Unis : 4,59 millions de téléspectateurs[7] (première diffusion)

### Épisode 7:La fête des récoltes
- États-Unis /  Canada : 17 mars 2011 sur NBC / Citytv
- France : 11 janvier 2016 sur Canal+ Séries

- États-Unis : 4,08 millions de téléspectateurs[8] (première diffusion)

### Épisode 8:Camping
- États-Unis /  Canada : 24 mars 2011 sur NBC / Citytv
- France : 11 janvier 2016 sur Canal+ Séries

- États-Unis : 5,15 millions de téléspectateurs[9] (première diffusion)

### Épisode 9:Le mariage
- États-Unis /  Canada : 14 avril 2011 sur NBC / Citytv
- France : 18 janvier 2016 sur Canal+ Séries

- États-Unis : 5,16 millions de téléspectateurs[10] (première diffusion)

### Épisode 10:Amours et hamburgers
- États-Unis /  Canada : 21 avril 2011 sur NBC / Citytv
- France : 18 janvier 2016 sur Canal+ Séries

- États-Unis : 4,88 millions de téléspectateurs[11] (première diffusion)

### Épisode 11:Le tableau de Jerry
- États-Unis /  Canada : 28 avril 2011 sur NBC / Citytv
- France : 18 janvier 2016 sur Canal+ Séries

- États-Unis : 4,71 millions de téléspectateurs[12] (première diffusion)

### Épisode 12:L'ex-meilleure amie
- États-Unis /  Canada : 5 mai 2011 sur NBC / Citytv
- France : 18 janvier 2016 sur Canal+ Séries

- États-Unis : 4,71 millions de téléspectateurs[13] (première diffusion)

### Épisode 13:La dispute
- États-Unis /  Canada : 12 mai 2011 sur NBC / Citytv
- France : 25 janvier 2016 sur Canal+ Séries

- États-Unis : 4,55 millions de téléspectateurs[14] (première diffusion)

### Épisode 14:Jamais au travail
- États-Unis /  Canada : 12 mai 2011 sur NBC / Citytv
- France : 25 janvier 2016 sur Canal+ Séries

- États-Unis : 3,55 millions de téléspectateurs[14] (première diffusion)

### Épisode 15:La bulle
- États-Unis /  Canada : 19 mai 2011 sur NBC[15] / Citytv
- France : 25 janvier 2016 sur Canal+ Séries

- États-Unis : 4,27 millions de téléspectateurs[16] (première diffusion)

### Épisode 16:Le p'tit Sébastien
- États-Unis /  Canada : 19 mai 2011 sur NBC[15] / Citytv
- France : 25 janvier 2016 sur Canal+ Séries

- États-Unis : 3,72 millions de téléspectateurs[16] (première diffusion)